# Bruëlis

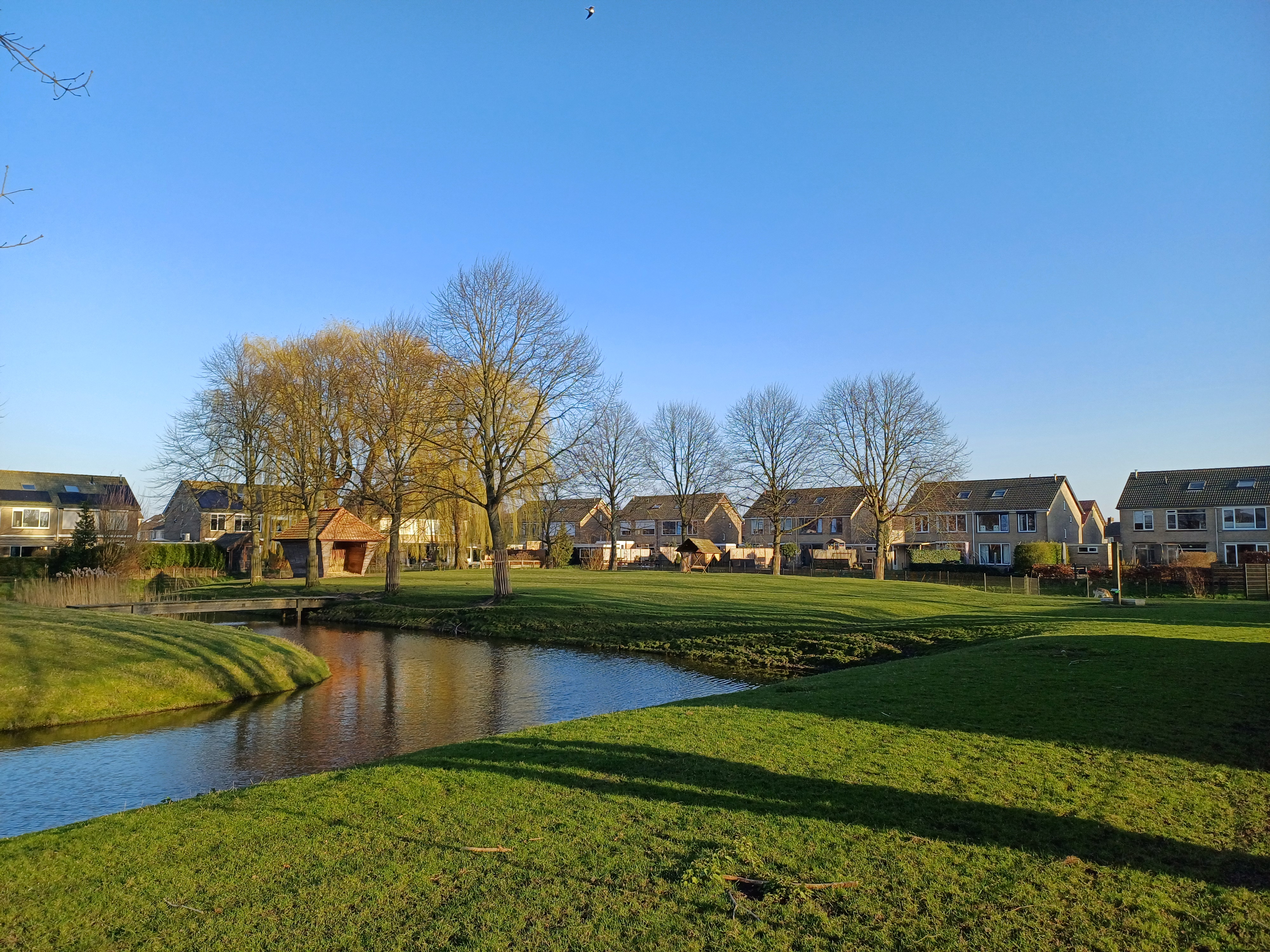
Terrein van kasteel Bruëlis, maart 2024

Bruëlis was een kasteel in het Nederlandse dorp Kapelle, provincie Zeeland. Het kasteel is genoemd naar de familie Van Bruëlis, die heet slot heeft gesticht.

## Geschiedenis
Midden 14e eeuw bouwde Simon van Bruëlis het kasteel op grond die toebehoorde aan de familie Van Maalstede. Simons kasteel stond ook op slechts 400 meter afstand van het slot Maalstede verwijderd en dat was geen toeval: er waren hechte familiebanden tussen beide families ontstaan. Simon was namelijk een zoon van Simon de Bastaard, heer van de heerlijkheid Bruyelle in Henegouwen. Deze Simon de Bastaard was een buitenechtelijk kind van graaf Jan II van Holland en Aagte, de latere echtgenote van Wouter van Maalstede. Verdere huwelijken tussen de families Van Bruëlis en Van Maalstede versterkten de onderlinge band nog meer: zo trouwde bouwheer Simon van Bruëlis met Margaretha van Maelstede, dochter van Wouter.
Uiteindelijk stierf de familie Van Maalstede-Van Bruëlis uit en het kasteel Bruëlis ging over naar verschillende geslachten, zoals Van Cats, Van Huffel en Van Rechteren.
In 1773 werd Bruëlis gekocht door Cornelis van Citters, die de laatste bewoner zou worden. Begin 19e eeuw werd het kasteel gesloopt.

## Beschrijving
Het oorspronkelijk kasteel uit circa 1350 was een woontoren, gebouwd op de rand van een oude restgeul. In de loop der eeuwen werd het kasteel steeds verder uitgebreid. Op 17e-eeuwse tekeningen is sprake van een rechthoekig huis van twee bouwlagen, afgedekt door een zadeldak. Er waren diverse lagere aanbouwen en een toren. Voor het hoofdgebouw lag een door muren omgeven plein. Rondom het kasteel lagen tuinen.
De restanten van de slotgracht werden in 1957 opgevuld, maar bij de realisatie van de woonwijk Bruelis werden de grachten in 1967 weer uitgegraven en het oude kasteelterrein werd met één meter grond opgehoogd. Bij de werkzaamheden werden resten van de fundamenten waargenomen. Op het terrein kwam een hertenkamp.
Aan de westzijde van het kasteel lag Gistellis, een klein kasteel uit de 14e eeuw.
Aldegonde · Kasteel van Axel · Baarland · Baarsdorp · Barbestein · Biervliet · Bieweg · Blodenburg · Huis der Boede · Brijdorpe · Bruëlis · 't Burchtje · Burggravensteen · Buttinge · Coxijde · Crayenstein · Duinbeek · Duivelsberg · Ellewoutsdijk · Filippenburg · Geersdijk · Gistellis · Gravenhof · Slot Haamstede · Kasteel Hellenburg · Herkestein · Heuvelsweg · Hoge Huis · Ter Hooge · Hoogkamer · Kats · Kind van Trente · Kleverskerke · Kortgene · Kreke · Kruiningen · Laterdale · Lodijke · Maalstede (Hulst) · Maalstede (Kapelle) · Magdalon · Hof Ter Moere · Moermond · Te Mortiere · Muiden · Hof ter Nisse (Nisse) · Hof ter Nisse (Ossenisse) · Oostende · Oostende (Goes) · Oosterstein · Poelvoorde · Poortvliet · Popkensburg · De Pottere · Poucques · Pronkenburg · Ravenstein · Saeftingher Slot · Kasteel van Sint-Maartensdijk · Schengen · Sluis · Smallegange · Stavenisse · Tolhuis van Iersekeroord · Huus ter Tolne · Torenberg · Torenhoeve · Toren van Bourgondië · Troye · Valkenisse · Vinninghen · Vlissingen · Voorhoute · Waarde · Watervliet · Weldamme · Welland · Huis te Werf · Te Werve · Westenschouwen · Westhove · Westkerke · Windenburg · Zandenburg · Zwanenburg